# U-forma canònica
En matemàtiques, la u-forma canònica és una 1-forma especial definida sobre el fibrat cotangent T* Q d'una varietat Q. També s'anomena u-forma tautològica, u-forma de Liouville, u-forma de Poincaré o potencial simplèctic. La derivada exterior d'aquesta forma defineix una forma simplèctica, amb la qual cosa T* Q incorpora l'estructura d'una varietat simplèctica. La u-forma canònica juga un rol important en la relació entre el formalisme de la mecànica hamiltoniana i la mecànica lagrangiana. Un objecte similar és l'espai vectorial canònic sobre el fibrat tangent. En geometria algebraica i geometria complexa, el terme "canònic" pot crear confusió amb la classe canònica, i s'acostuma a emprar el terme "tautològic".
En coordenades canòniques, la u-forma canònica ve donada per
{\displaystyle \theta =\sum _{i}p_{i}dq^{i}}
Equivalentment, unes coordenades qualssevol sobre l'espai de fases que preservi aquesta estructura per a la u-forma canònica, fins a un diferencial total (forma exacta), poden anomenar-se coordenades canòniques; les transformacions entre sistemes de coordenades canòniques diferents s'anomenen transformacions canòniques.
La forma simplèctica canònica, també coneguda com a dos-forma de Poincaré, ve donada per
{\displaystyle \omega =-d\theta =\sum _{i}dq^{i}\wedge dp_{i}}

## Definició independent de les coordenades
També es pot definir la u-forma canònica, de manera més abstracta, com una forma sobre l'espai de fases. Sigui {\displaystyle Q} una varietat, i sigui {\displaystyle M=T^{*}Q} el fibrat cotangent o espai de fases. Sigui
{\displaystyle \pi :M\to Q}
la projecció canònica sobre el fibrat, i sigui
{\displaystyle T_{\pi }:TM\to TQ}
l'aplicació tangent induïda. Sigui m un punt de M. Com que M és el fibrat cotangent, podem pensar que m és una aplicació de l'espai tangent a {\displaystyle q=\pi (m)}:
{\displaystyle m:T_{q}Q\to \mathbb {R} }.
És a dir, tenim que m està a la fibra de q. La u-forma canònica {\displaystyle \theta _{m}} en el punt m es defineix com
{\displaystyle \theta _{m}=m\circ T_{\pi }}.
És una aplicació lineal
{\displaystyle \theta _{m}:T_{m}M\to \mathbb {R} }
i per tant
{\displaystyle \theta :M\to T^{*}M}.

## Propietats
La u-forma canònica és l'única forma horitzontal que "cancel·la" un pullback. És a dir, sigui
{\displaystyle \beta :Q\to T^{*}Q}
una 1-forma qualsevol sobre Q, i sigui {\displaystyle \beta ^{*}} el seu pullback. Aleshores
{\displaystyle \beta ^{*}\theta =\beta },
o, en termes de coordenades:
{\displaystyle \beta ^{*}\theta =\beta ^{*}(\sum _{i}p_{i}\,dq^{i})=\sum _{i}\beta ^{*}p_{i}\,dq^{i}=\sum _{i}\beta _{i}\,dq^{i}=\beta .}
Per tant, com que el pullback i la derivada exterior són commutatius,
{\displaystyle \beta ^{*}\omega =-\beta ^{*}d\theta =-d(\beta ^{*}\theta )=-d\beta }.

## Acció
Si H és un hamiltonià sobre el fibrat cotangent i {\displaystyle X_{H}} és el seu flux hamiltonià, llavors la corresponent acció A ve donada per
{\displaystyle S=\theta (X_{H})}.
En altres paraules, el flux hamiltonià representa la trajectòria clàssica d'un sistema mecànic que obeeix les equacions de moviment de Hamilton-Jacobi. El flux hamiltonià és la integral del camp vectorial de Hamilton i, per tant, hom escriu, emprant la notació tradicional per a variables acció-angle:
{\displaystyle S(E)=\sum _{i}\oint p_{i}\,dq^{i}}
on s'entén que la integral es pren sobre la varietat definida pel fet de deixar constant l'energia: {\displaystyle H=E={\text{constant}}} .

## Espais mètrics
Si una varietat Q té una mètrica riemanniana o pseudo-riemanniana g, llavors es poden reformular les definicions en termes de coordenades generalitzades. Més específicament, si prenem la mètrica com una aplicació
{\displaystyle g:TQ\to T^{*}Q},
llavors definim
{\displaystyle \Theta =g^{*}\theta }
i
{\displaystyle \Omega =-d\Theta =g^{*}\omega }.
En coordenades generalitzades {\displaystyle (q^{1},\ldots ,q^{n},{\dot {q}}^{1},\ldots ,{\dot {q}}^{n})} sobre TQ, es té
{\displaystyle \Theta =\sum _{ij}g_{ij}{\dot {q}}^{i}dq^{j}}
i 
{\displaystyle \Omega =\sum _{ij}g_{ij}\;dq^{i}\wedge d{\dot {q}}^{j}+\sum _{ijk}{\frac {\partial g_{ij}}{\partial q^{k}}}\;{\dot {q}}^{i}\,dq^{j}\wedge dq^{k}}
La mètrica permet definir una esfera de radi unitat a {\displaystyle T^{*}Q}. La u-forma canònica restringida a aquesta esfera forma una estructura de contacte; aquesta estructura de contacte es pot fer servir per generar el flux geodèsic per a aquesta mètrica.